# Peter Nicholas (imprenditore)
Peter Michael Nicholas, detto Pete (Portsmouth, 16 maggio 1941 – Boca Grande, 14 maggio 2022), è stato un imprenditore statunitense, miliardario e co-fondatore nel 1979 della multinazionale di dispositivi medici Boston Scientific insieme a John Abele.

## Storia
Nicholas nacque a Portsmouth, nel New Hampshire, il 16 maggio 1941. Era il secondo di quattro figli di Nicholas Nicholas e Vrysula (Coucouvitis), entrambi immigrati negli Stati Uniti dalla Grecia. Suo padre era un ufficiale di carriera della Marina degli Stati Uniti e prestò servizio durante la seconda guerra mondiale. Nicholas frequentò la St. Paul's School nell sua città e fu un appassionato di baseball, football e squash. Sebbene fosse stato accettato all'Accademia navale degli Stati Uniti, non ha superò l'esame fisico di ammissione a causa della vista. In seguito entrò alla Duke University, laureandosi nel 1964. Dopo aver militato nella Marina degli Stati Uniti come ufficiale delle comunicazioni sulla USS Lookout e membro del gruppo di guerra delle operazioni speciali per due anni, effettuò studi post-laurea presso la Wharton School dell'Università della Pennsylvania, conseguendo un Master in Business Administration nel 1968.

## Carriera
Nicholas lavorò inizialmente per Eli Lilly and Company nei settori vendite, marketing e gestione per un decennio, dal 1968 al 1978. Quindi ricoprì il ruolo di direttore generale della divisione prodotti medici della Millipore Corporation.
Nicholas incontrò per la prima volta lo scienziato John Abele ad una festa di Natale a Concord, Massachusetts,  nel 1979. All'epoca Abele era presidente di Meditech. I due presero in prestito 800.000 dollari per avviare Boston Scientific, un produttore di dispositivi medici. Nicholas, che contribuì a far crescere l'azienda attraverso una serie di astute acquisizioni, fu amministratore delegato della società fino al 1999, quando ne diventò presidente e continuò a ricoprire quel ruolo fino al suo pensionamento nel 2016.
È stato classificato al 78º posto nella lista dei "400 americani più ricchi" della rivista Forbes del 2005, con un valore stimato di 4 miliardi di dollari,  prima di finire al 189º posto l'anno successivo.  Nicholas era uno dei sette grecoamericani presenti in questo elenco.
Nicholas morì il 14 maggio 2022, nella sua casa di Boca Grande, in Florida, all'età di 80 anni. Gli era stato diagnosticato un cancro.

## Vita privata
Nicholas sposò Virginia (Ginny) Lilly, una discendente di Eli Lilly, nel 1964, poco dopo che entrambi si erano laureati alla Duke University. Rimasero sposati fino alla sua morte. Insieme hanno avuto tre figli: Peter Jr., JK e Katherine.
La famiglia Nicholas donò 20 milioni di dollari alla Duke University nel 1996 per la School of the Environment, che successivamente fu ribattezzata con il suo nome.

## Premi e riconoscimenti
- 1997 - Golden Plate Award of the American Academy of Achievement[10]
- 2000 - Ellis Island Medal of Honor[4][11][12]
- 2016 - AdvaMed Lifetime Achievement Award[13]
- 2019 - Phoenix Lifetime Achievement Award[5]